# 붉은배모자이크꼬리쥐
붉은배모자이크꼬리쥐(Protochromys fellowsi)는 쥐과에 속하는 설치류의 일종이다. 붉은배모자이크꼬리쥐속(Protochromys)의 유일종이다. 파푸아뉴기니에서만 발견된다.